# Нивелирная марка
Нивелирная марка — элемент нивелирного репера (пункта нивелирной сети, служащего для фиксации точки, высота которой над уровнем моря определена путём нивелирования). Нивелирная марка представляет собой литой металлический диск диаметром от 8 до 10 сантиметров, приваренный к трубе нивелирного репера или является частью изготовленного на заводе репера и затем смонтированного в стене здания или сооружения. В центре диска расположено отверстие диаметром около 2 мм, которое определяет положение марки. На марке отливается или гравируется её номер, а также название организации, проведшей нивелирные работы.
В Российской Федерации высота отверстия в центре нивелирной марки определяется относительно нуля Кронштадтского футштока и приводится в соответствующих каталогах.
Нивелирная марка может быть установлена в реперной точке или использоваться в качестве деформационной марки.
Деформационная марка, осадочная деформационная нивелирная марка — нивелирная марка, закрепленная на части конструкции сооружения (фундамент, колонна, стена) с целью контроля осадочных процессов при строительстве и эксплуатации здания или сооружения
.

## Конструкция
По центру нивелирной марки обычно расположена выступающая полусфера и отверстие, служащие для упрощения установки тахеометра, теодолита, нивелира или геодезической рейки.

## История

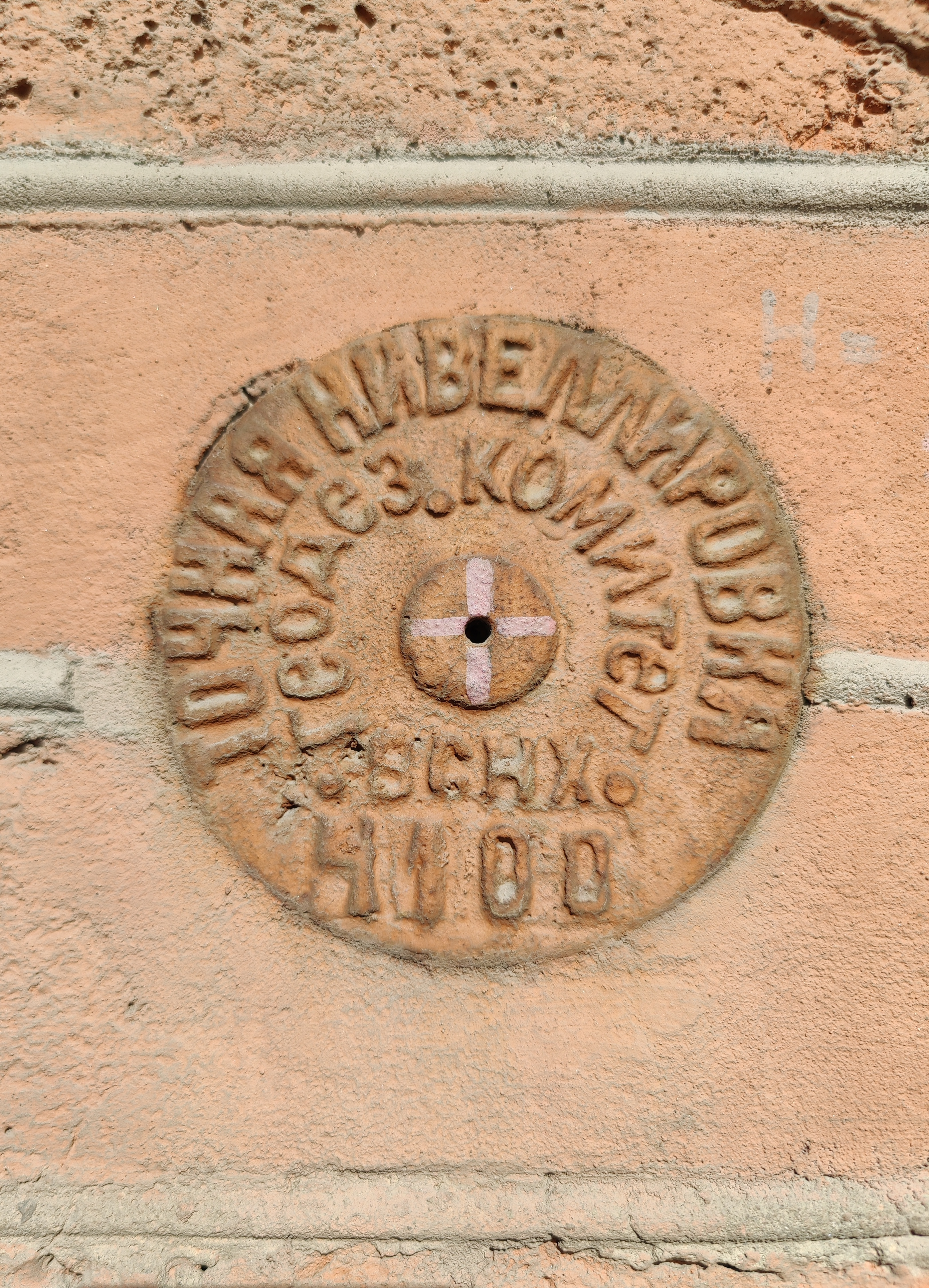
Нивелирная марка ГГК ВСНХ с номером без года

В 1864 году на первой геодезической конференции, прошедшей в Берлине, было признано целесообразным выполнять геометрическое нивелирование по железным дорогам для точного
определения разностей уровней морей.
Первые нивелирные работы в России начали проводиться в 1871 году, тогда же было решено устанавливать нивелирные марки, представлявшие собой плоские чугунные диски, силами Военно-топографического отдела Главного штаба. А геометрическое нивелирование горизонтальным лучом русские инженеры стали проводить только в 1873 году.
Нивелирные работы в Москве начались в 1874 году, и в 1877 году были установлены первые нивелирные марки на московских зданиях. Эти марки были треугольной формы, выполнены из чугуна, посередине их была горизонтальная борозда, указывающая уровень.
На основе материалов топографической съемки 1874—1877 годов был создан Нивелирный план города Москвы 1888 года — первая топографическая карта Москвы c рельефом.
С 1870-х до 1932 года были использованы следующие виды нивелирных марок:
- нивелирная марка Главного штаба с номером и годом или с годом без номера;
- нивелирная марка Генерального штаба с годом без номера;
- нивелирная марка с надписью «Омскаго топографическаго отдела»;
- нивелирная марка с надписью «Нивеллировка геологическаго комитета» без года и без номера;
- нивелирная марка КВТ:

- в дореформенной орфографии с годом без номера;
- в современной орфографии без номера и без года;

- нивелирная марка ВГУ с номером и годом или с номером без года;
- нивелирная марка ВТУ с номером без года;
- нивелирная марка стенного репера ГГК с номером;
- нивелирная марка ГГК ВСНХ с номером без года;
- нивелирная марка ГГУ НКТП с номером без года;
- нивелирная марка стенного репера ГГУ с номером без года;
- грунтовые реперы с нивелирными марками ГГК и ГГУ.

Кроме соответствующей государственной службы около 3000 нивелирных марок были установлены разными организациями Российской Империи: Министерство путей сообщения, Министерство торговли и промышленности, Министерство земледелия и государственных имуществ, Отдел земельных улучшений, Гимеслужба, Главное управление морей и порта, Управление закубанских плавень.
Кроме того, различные изыскательские партии устанавливали реперы с нивелирными марками с маркировкой «ИП» и без маркировки; нивелирные марки были также на реперах водомерных постов на чугунных сваях.
Главное управление государственной съёмки и картографии было передано в состав НКВД СССР 15 июня 1935 года, затем в 1938 году Постановлением СНК СССР № 1196 в 1938 году выведено из НКВД.
На зданиях в России можно встретить нивелирные марки с аббревиатурой «НКВД», установленные в 1935—1938 годах.

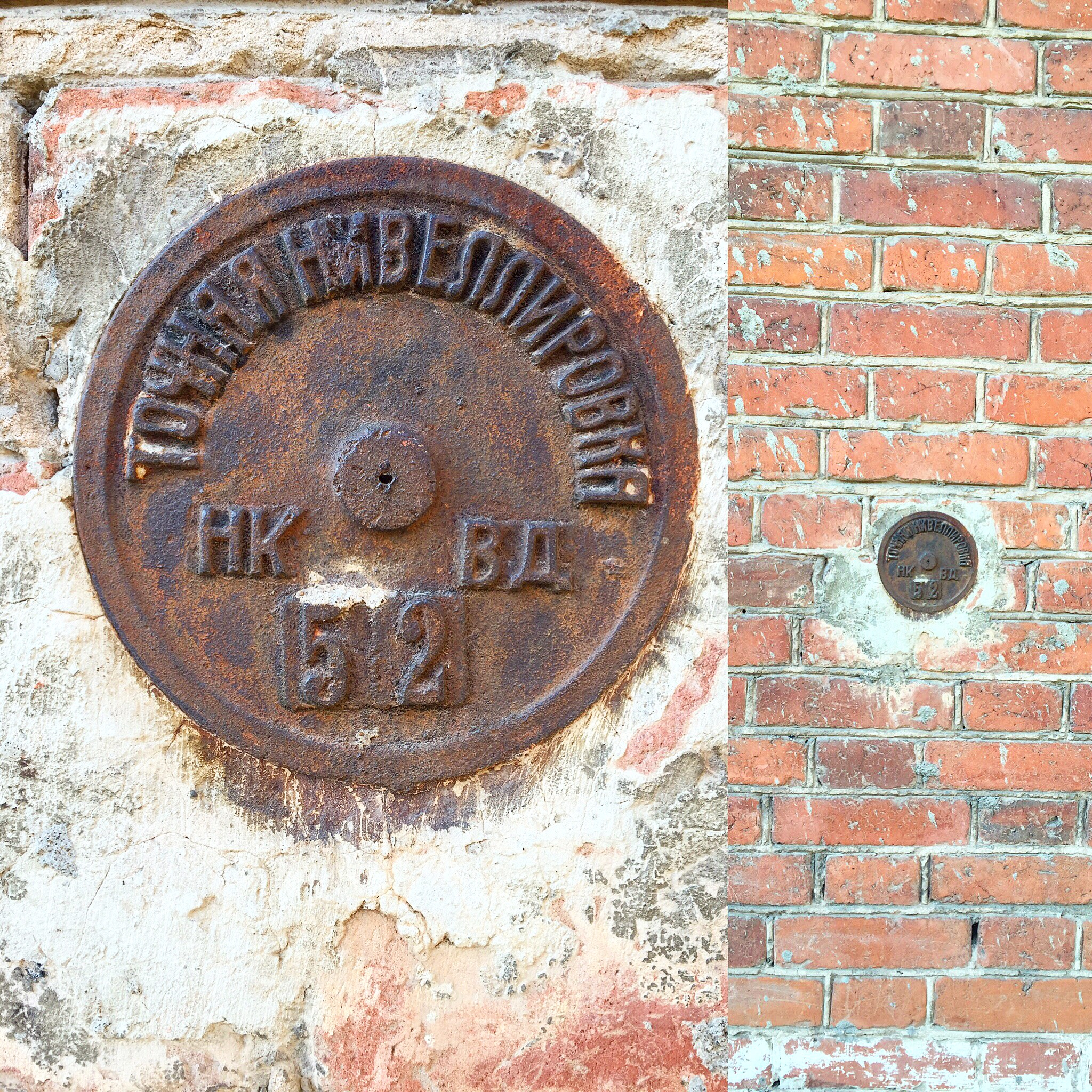
Нивелирная марка в южной стене здания № 30 на ул. Телегина в Ижевске: марка крупным планом и стена с этой маркой

## См. также

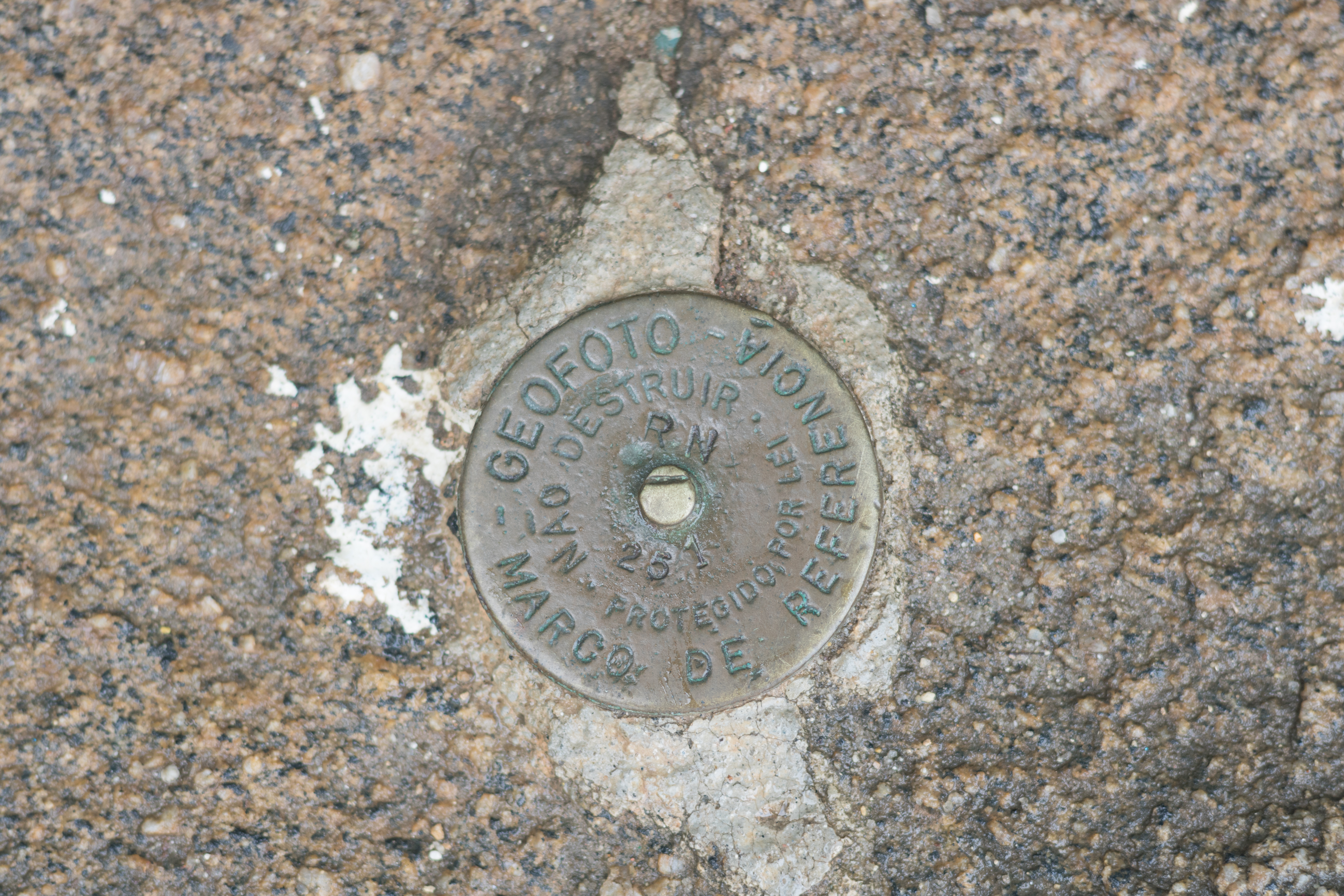
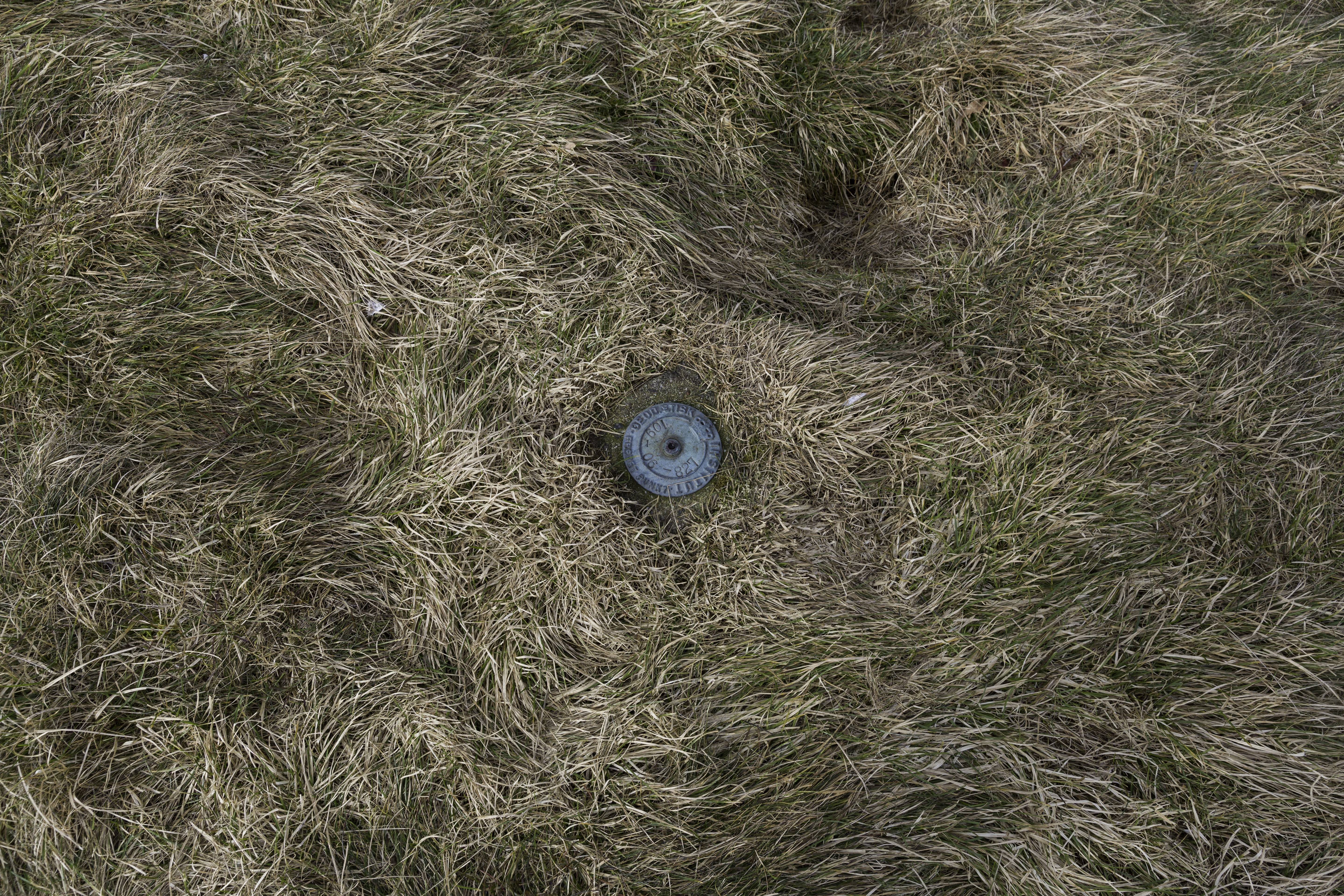
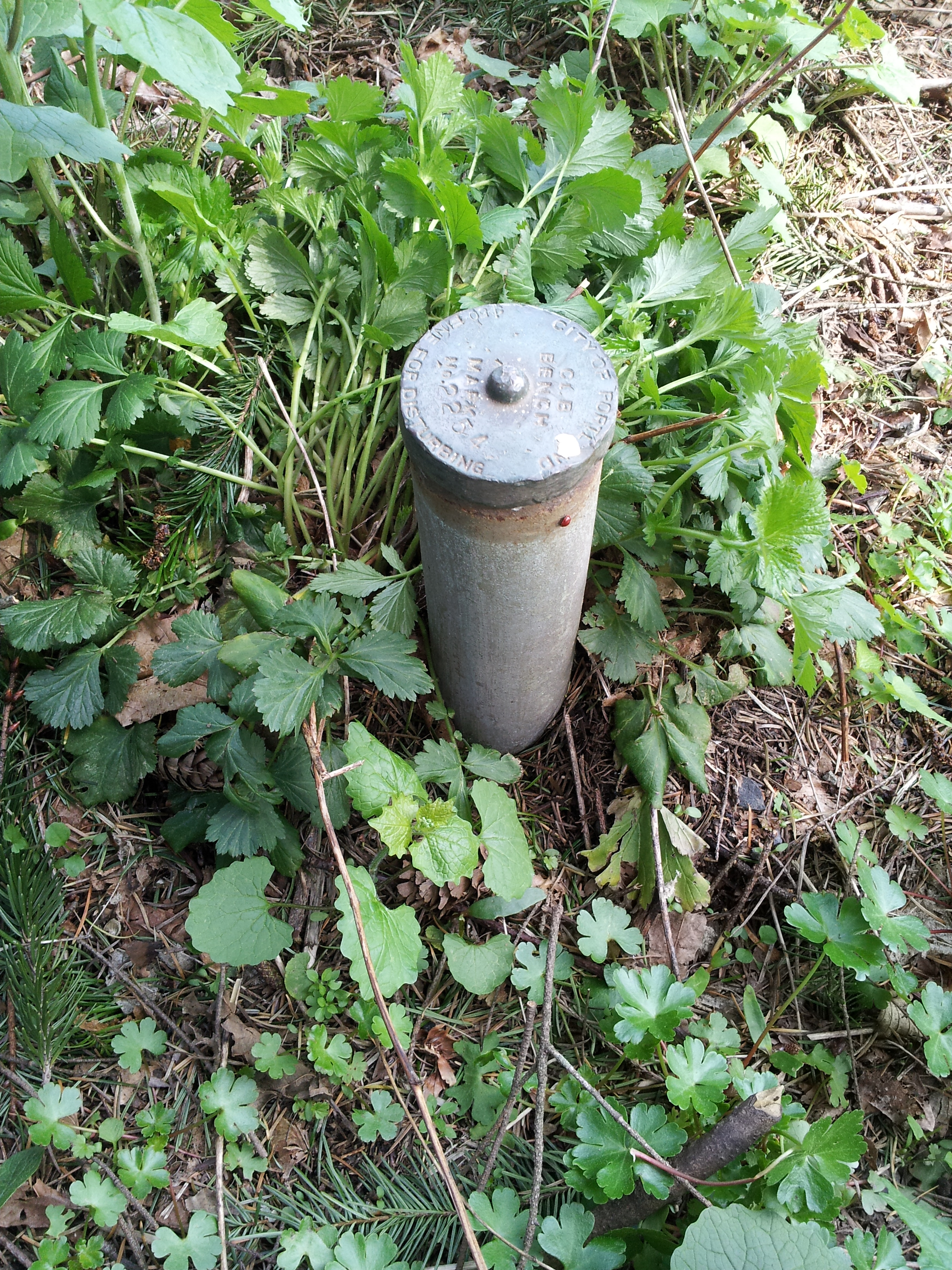
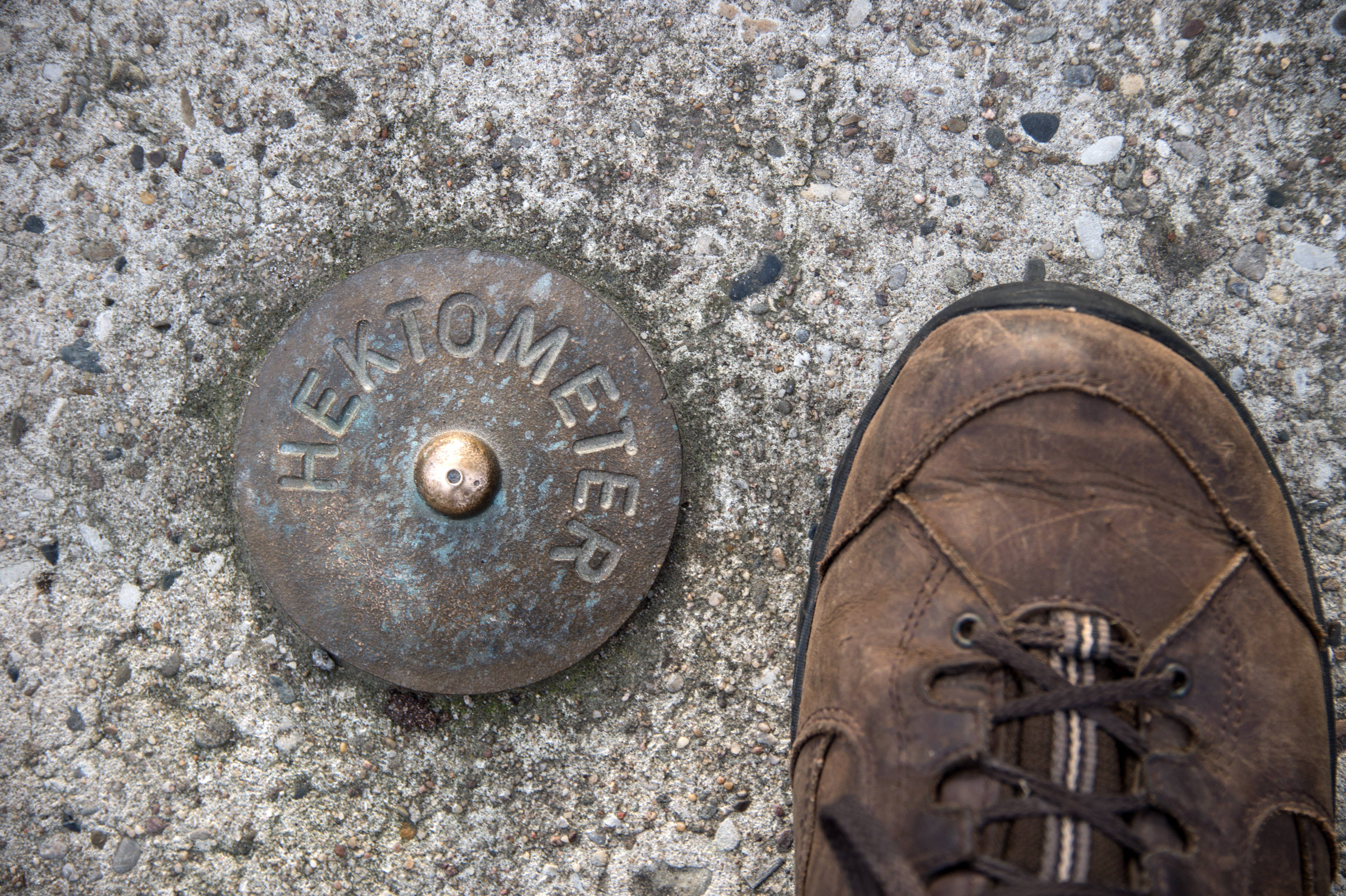
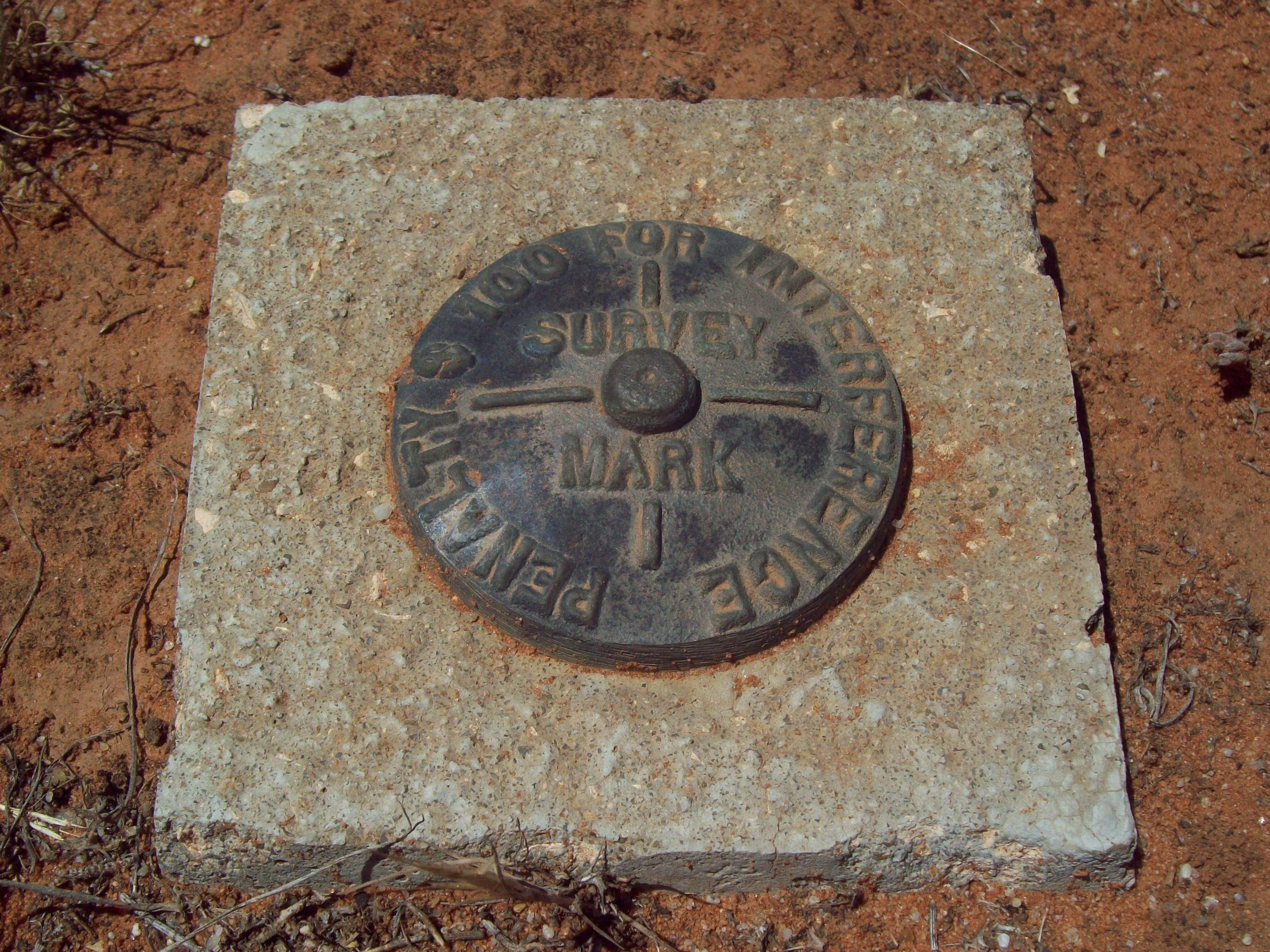
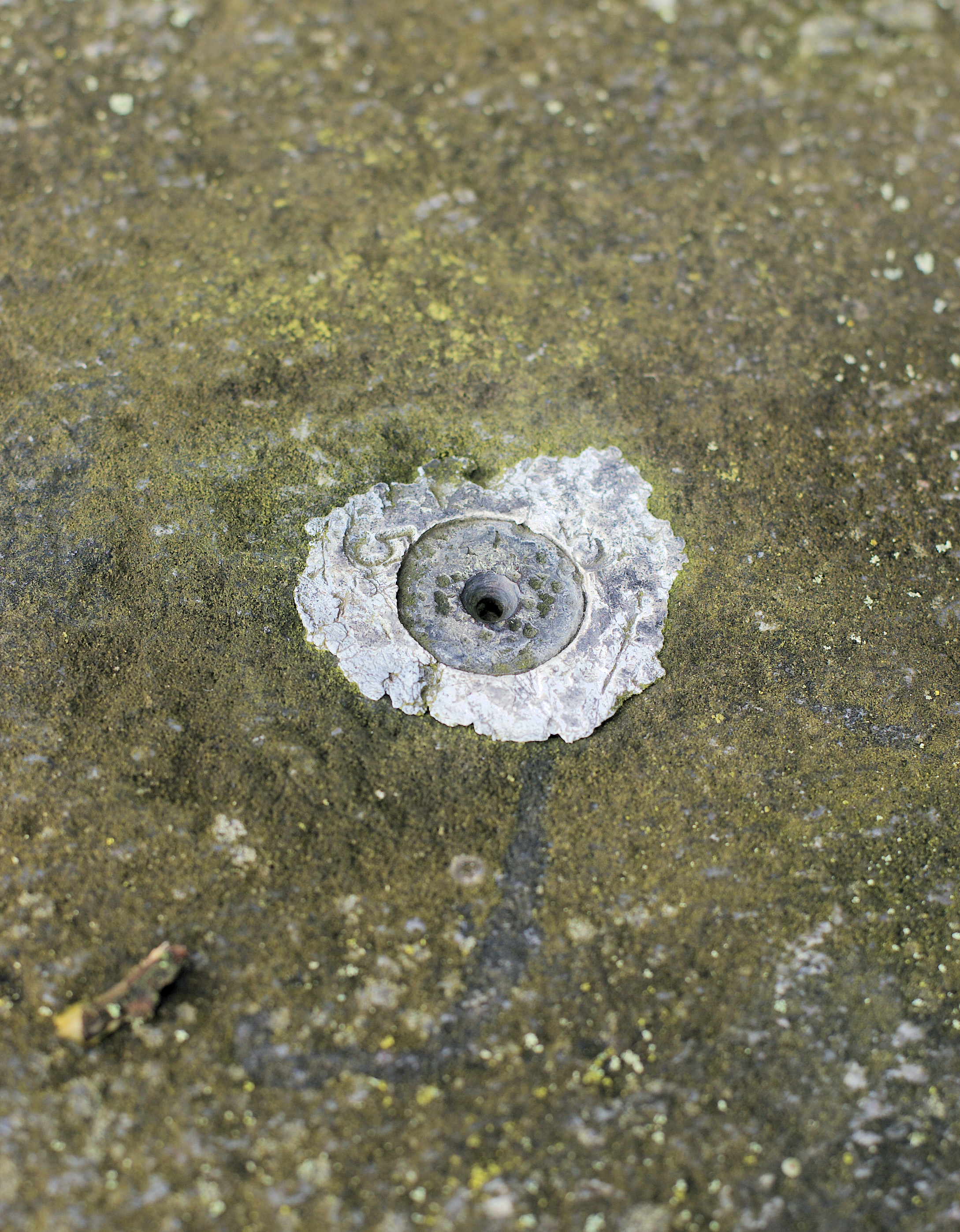